# Malus ×purpurea
Espèce
Synonymes
- Malus floribunda A. Barbier[2]
- Malus floribunda É. Lemoine[2]
- Malus (Bean) Rehder[2]
- Malus (É. Lemoine) Rehder[2]
- Malus Rehder[2]
- Pyrus lemoinei R. N. Notcutt ex C. H. Curtis[2]
- Pyrus purpurea (E.Barbier) Woolley[1]
- Pyrus Bean[2]

Le Pommier pourpre, de son nom scientifique Malus ×purpurea, est une espèce de plantes à fleurs du genre Malus et de la famille des Rosaceae. C'est un plante ornementale.

## Description

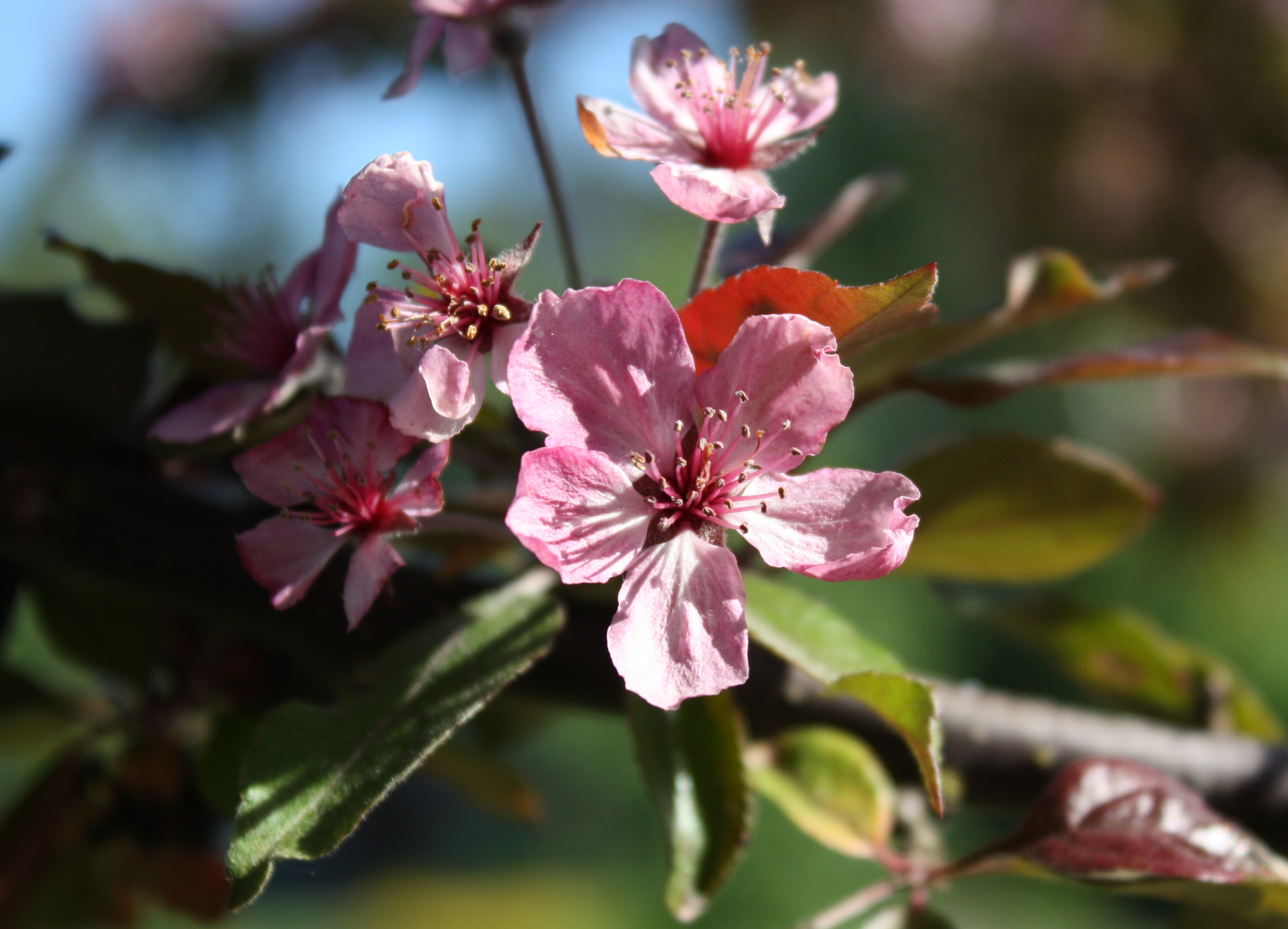
Fleurs de Pommier pourpre.

Son écorce est brun foncé, et s'écaille en vieillissant. 
Ses feuilles sont pourpres, et poilues sur les nervures, les bords et principalement sur la nervure centrale de la face inférieure. En automne, elles sont encore plus rouges. 
Ses fleurs sont roses, à cinq pétales, en inflorescence simple, grappe.
Ses fruits sont des pommes rouge orangé.

## Utilisation
Même si le Pommier pourpre produit des fruits, il reste tout de même un pommier ornemental, car la couleur de ses fleurs est sa principale caractéristique.

## Sources
- Financière Média, « Malus purpurea 'Eleyi' - Pommier pourpre », sur Jardipedia (consulté le 23 mai 2018)
- « MALUS Coccinella ® | Pommier à feuillage pourpre | Pépinière en ligne de Kerzarc'h », sur www.pepinieresdekerzarch.fr (consulté le 23 mai 2018)